# 厳永達
厳 永達（オム・ヨンダル、朝鮮語: 엄영달/嚴永達、1928年2月14日 - 2003年5月10日）は、大韓民国の外交官、政治家。第9・10代韓国国会議員。本貫は寧越厳氏。キリスト教徒。

## 経歴
江原道旌善郡生まれ、寧越郡育ち。旌善郡東面イナム国民学校、春川中学校、春川高等学校、京城帝国大学予科を経てソウル大学校文理科大学政治学科卒業。光復後、第5回高等考試行政科を受験し、首席で合格した。その後は外務部事務官、駐ニューヨーク総領事館副領事を経て、コロンビア大学大学院で国際法修士を取得した。帰国後は外務部アジア課長を経て、駐日大使館政治課長、駐西ドイツ大使館一等書記官兼総領事、成均館大学校法科大学国際法講義、ソウル新聞論説委員などを務めた。2003年に75歳で死去した。
著書に『外交史』、小説『野望』がある。

## 学歴
- 江原道旌善郡東面イナム国民学校
- 春川中学校
- 春川高等学校
- 京城帝国大学予科
- ソウル大学校文理科大学政治学科
- コロンビア大学大学院（国際法修士取得）